# Axoclinus lucillae
Axoclinus lucillae és una espècie de peix de la família dels tripterígids i de l'ordre dels perciformes.

## Morfologia
- Els mascles poden assolir 3 cm de longitud total.[1][2]

## Alimentació
Menja petits invertebrats i algues.

## Hàbitat
És un peix marí, de clima tropical i demersal.

## Distribució geogràfica
Es troba al Pacífic oriental central: des de Mèxic fins al Perú.

## Observacions
És inofensiu per als humans.